# Nessia bipes
Nessia bipes (нессія двонога) — вид сцинкоподібних ящірок родини сцинкових (Scincidae). Ендемік Шрі-Ланки.

## Опис
Двоногі нессії мають струнке, циліндричної форми тіло та широку і тупу голову. Передні кінцівки у них відсутні, задні рудиментарні. Посередні тіла 28 рядів лусок. Спина має коричневе або світло-коричневе забарвлення, дитинчата темно-сірі або чорні.

## Поширення і екологія
Двоногі нессії мешкають в горах Центрального нагір'я на острові Шрі-Ланка, зокрема в горах Наклз. Вони живуть у вологих тропічних лісах, на плантаціях та в тінистих садах, де зустрічаються у вологих мікросередовищах під камінням, валунами і поваленими деревами та серед опалого листя. Зустрічаються на висоті понад 500 м над рівнем моря. Ведуть денний, риючий спосіб життя. Живляться комахами. Навесні відкладають яйця, в кладці від 2 до 4 яєць.

## Збереження
МСОП класифікує цей вид як такий, що перебуває під загрозою зникнення. Nessia bipes загрожує знищення природного середовища.